# Буй (приток Камы)
Буй (баш. Беүә — «плотина») — река в Европейской части России, левый приток Камы. Длина — 228 км, общая площадь водосбора — 6530 км², средняя высота водосбора — 153 м. Средний уклон — 0,4 м/км. Ниже устья Пизи скорость течения воды равна 0,83—1,11 м/с, ширина русла 50—100 м.

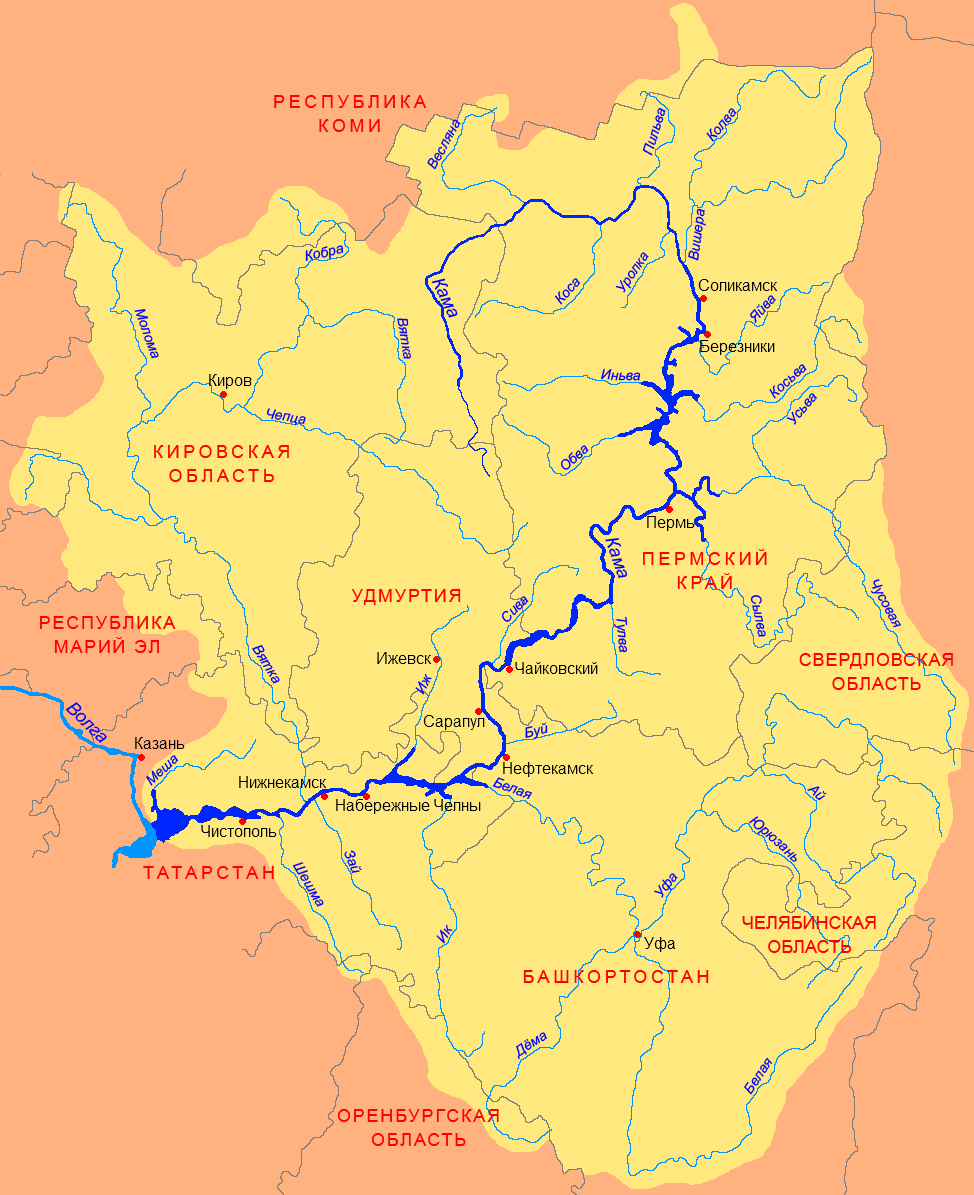
Бассейн Камы

Исток — на юге Пермского края в Куединском районе, течёт по северо-западу Башкортостана и впадает в Каму на территории Удмуртии.
В бассейне реки находятся 19 озёр с общей площадью 0,97 км². Берега поросли невысокими деревьями и кустарником. Устье Буя очень широкое, в нём находится много затопленных деревьев.
Река Буй на северо-западе Республики Башкортостан (в районе деревни Карманово) наполняет водами Кармановское водохранилище, технологического водоёма Кармановской ГРЭС.

## Притоки
В реку впадает 56 притоков длиной менее 10 км. Основные притоки:
км от устья
- 20 км: Пизь
- 22 км: Амзя
- 30 км: Калмыш
- 36 км: Ямъядыелга
- 49 км: Бедряшбаш
- 52 км: Вояда
- 60 км: Ошья
- 67 км: Варяш
- 73 км: Орья
- 85 км: Шудэк
- 90 км: Урада
- 93 км: Янаулка
- 104 км: Москудья
- 106 км: Каймашинка
- 121 км: Сандугач
- 127 км: Сава
- 128 км: Рабаковка
- 130 км: Шагирт
- 141 км: Альняшка
- 145 км: Барабан
- 149 км: Гондырка
- 155 км: Бырка
- 156 км: Ирмиза
- 171 км: Арей
- 191 км: Солдово
- 198 км: Аряжка
- 201 км: Искильдинка
- 212 км: Еламбуй